# Amfreville (Mancha)
Amfreville era una comuna francesa situada en el departamento de Mancha, de la región de Normandía, que el 1 de enero de 2016 pasó a ser una comuna delegada de la comuna nueva de Picauville al fusionarse con las comunas de Cretteville, Gourbesville, Houtteville, Picauville y Vindefontaine.

## Historia
El 1 de enero de 2017, pasó a ser una comuna delegada de la comuna nueva de Picauville al fusionarse con las comunas de Cretteville, Gourbesville, Houtteville, Les Moitiers-en-Bauptois, Picauville y Vindefontaine.

## Demografía
| Gráfica de evolución demográfica de Amfreville (Mancha) entre 1800 y 2013 |
|                                                                           |

Los datos demográficos contemplados en este gráfico de la comuna de Amfreville se han cogido de 1800 a 1999 de la página francesa EHESS/Cassini, y los demás datos de la página del INSEE.